# Experimento CONNIE
O experimento de interação coerente neutrino-núcleo, mais conhecido como experimento CONNIE (em inglês: Coherent Neutrino-Nucleus Interaction Experiment), é um experimento desenvolvido com o objetivo de detectar o espalhamento coerente elástico de neutrino-núcleo (CE𝜈NS) usando CCDs de silício. O experimento está localizado na usina nuclear Angra-2, em Angra dos Reis, Brasil. O experimento CONNIE visa medir CE𝜈NS em energias de recuo nuclear muito baixas (aproximadamente 0,2 keV), o que pode ser sensível a física além do Modelo Padrão. CONNIE é uma colaboração internacional e é o experimento líder em seu campo de pesquisa na América Latina.

## Objetivos na física
O objetivo principal do experimento CONNIE é detectar o espalhamento coerente de antineutrinos produzidos em reatores interagindo com núcleos de silício. Este esforço visa sondar a física além do Modelo Padrão (BSM), explorando potenciais novas interações e partículas que afetam o comportamento dos neutrinos, que poderiam aumentar a probabilidade de interação. O experimento busca especificamente:
- Detectar espalhamento coerente e medir suas taxas para melhorar a compreensão das propriedades e interações dos neutrinos.
- Procurar por nova física, incluindo mediadores leves vetoriais e escalares que possam influenciar as interações de neutrinos.
- Investigar outros cenários exóticos, como partículas relativísticas de carga fracionária, que podem oferecer insights sobre novos fenômenos físicos.

Por fim, CONNIE visa aumentar a sensibilidade e a precisão da detecção de neutrinos, contribuindo para avanços na física de partículas fundamentais.

## Espalhamento elástico coerente de neutrino-núcleo (CE𝜈NS)

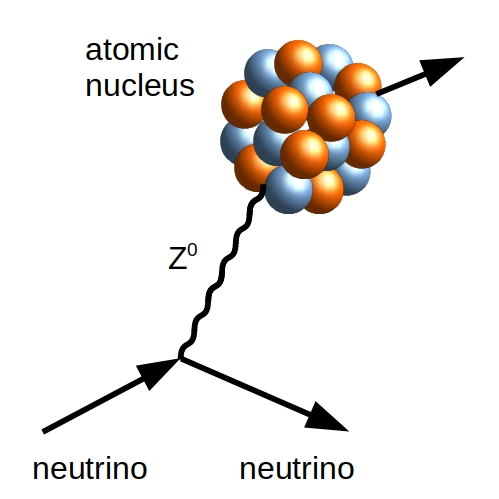
Representação do espalhamento elástico coerente de um núcleo atomico pela troca de um boson-Z

O espalhamento elástico coerente de neutrino-núcleo (CE𝜈NS) é um tipo de interação em que os neutrinos interagem com todo o núcleo de um átomo em baixas energias. Os neutrinos são léptons eletricamente neutros que interagem apenas através da força nuclear fraca, tornando sua detecção um desafio devido à probabilidade extremamente baixa de interação com a matéria.
Existem duas maneiras principais pelas quais os neutrinos podem interagir com os átomos: com os elétrons na camada atômica ou com os prótons e nêutrons no núcleo. CE𝜈NS ocorre quando os neutrinos interagem com o núcleo como um todo, e não com núcleons individuais (prótons e nêutrons). Esta interação é coerente, ou seja, o neutrino “vê” o núcleo como um todo devido à sua baixa energia e longo comprimento de onda, que é comparável ao tamanho do núcleo. CE𝜈NS é uma interação fraca de corrente neutra que ocorre através da troca de um bóson Z e pode ocorrer para todos os sabores de neutrinos.
CE𝜈NS foi previsto pela primeira vez em 1974 e ocorre em energias de até algumas dezenas de MeV. Nesta faixa de energia, o neutrino interage coerentemente com o núcleo, resultando em uma seção de choque aumentada. Apesar da seção de choque maior em comparação com outras interações de neutrinos, a detecção de CE𝜈NS é difícil devido à pequena quantidade de energia transferida para o núcleo. Esta energia, conhecida como energia de recuo nuclear, é normalmente inferior a 1 keV, tornando-a difícil de observar com tecnologias de detecção padrão.
Experimentos investigando CE𝜈NS requerem fontes intensas de neutrinos e detectores com limiares de energia muito baixos para medir esses pequenos recuos, bem como fundos muito baixos de outros processos. O primeiro experimento a observar experimentalmente esse fenômeno foi o COHERENT, utilizando um intenso feixe pulsado de neutrinos de uma fonte de nêutrons de espalação. O experimento demonstrou que CE𝜈NS ocorre e pode ser detectado com instrumentos suficientemente sensíveis.

## Descrição do detector CONNIE

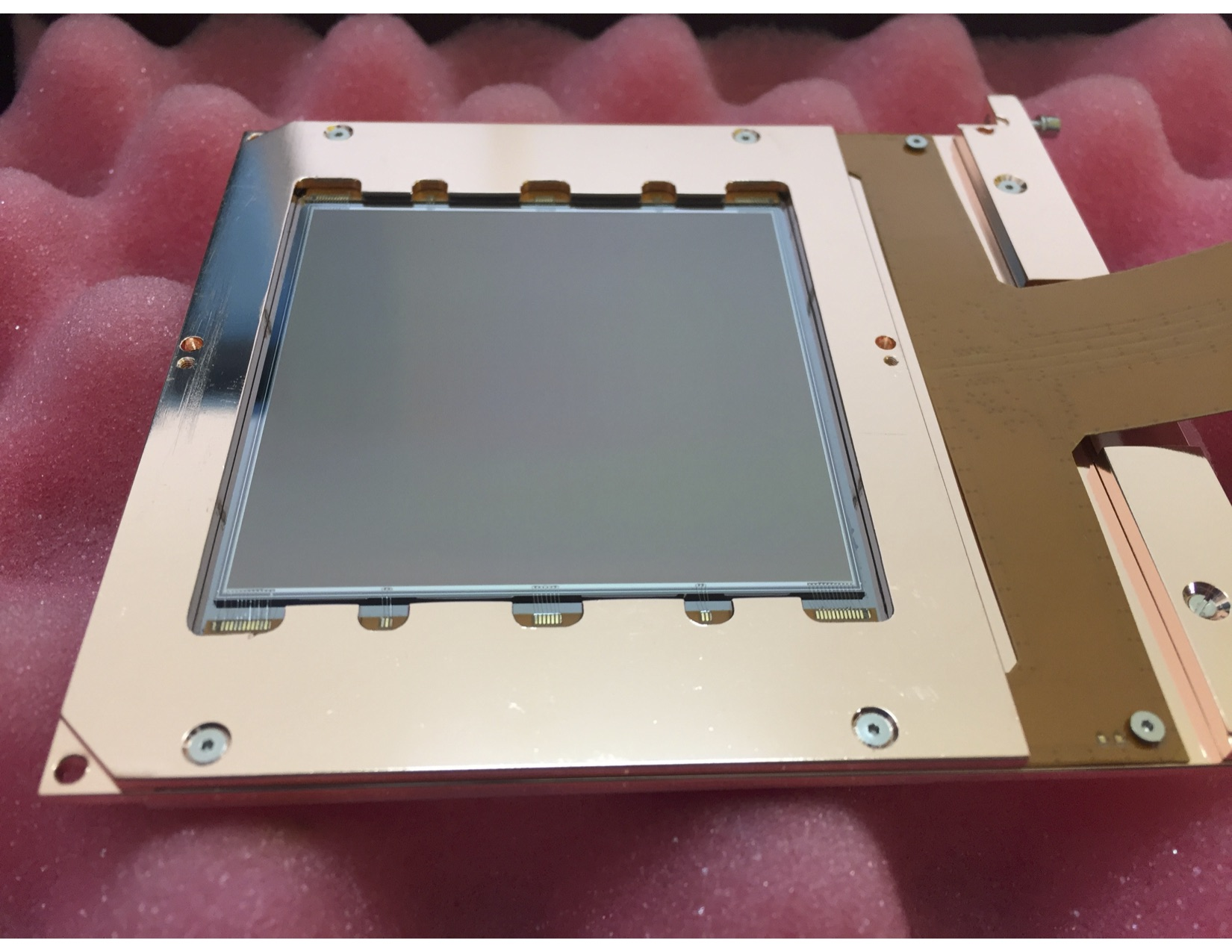
CCD padrão de 16 Mpix que coletou dados em 2016-2020

O detector CONNIE no reator Angra-2 é um sistema de estado sólido projetado para detectar espalhamento elástico coerente de neutrinos-núcleos de neutrinos do reator. Seu componente principal é um conjunto de dispositivos de carga acoplada (CCDs) de silício espessos e de alta resistividade, originalmente projetados como dispositivos de memória, mas agora valorizados por suas capacidades de imagem de alta resolução. Os CCDs oferecem alta eficiência de detecção, baixo ruído, boa resolução espacial e baixa corrente escura, tornando-os ideais para aplicações científicas, como astronomia terrestre e espacial e imagens de raios X. CCDs espessos com maior massa também foram usados em vários experimentos de detecção de partículas, como a busca de matéria escura pelo DAMIC.
Os sensores CCD do CONNIE são posicionados dentro de uma caixa de cobre que é mantida em um recipiente a vácuo e operam em baixas temperaturas de aproximadamente 100 K. O detector é cercado por uma blindagem passiva, que inclui camadas externas e internas de polietileno de alta densidade com 30 cm de espessura para absorver nêutrons, colocadas em torno de uma camada de chumbo de 15 cm para absorver fótons.
O detector está posicionado ao nível do solo no laboratório de neutrinos Nu Lab, compartilhado com o experimento Neutrinos Angra, localizado fora do domo do reator, a uma distância de 30 metros do reator nuclear de 3,95 GW Angra-2. Os antineutrinos são produzidos no reator principalmente quando os produtos da fissão do urânio-235 sofrem decaimento beta. Embora emitidos em grandes quantidades, a sua fraca interacção com a matéria torna difícil a sua detecção. CONNIE visa detectar esses antineutrinos usando espalhamento elástico coerente de neutrinos em núcleos. O fluxo de antineutrino estimado a essa distância é 7,8x10¹²  /cm²/s.

## Fases e medidas do experimento

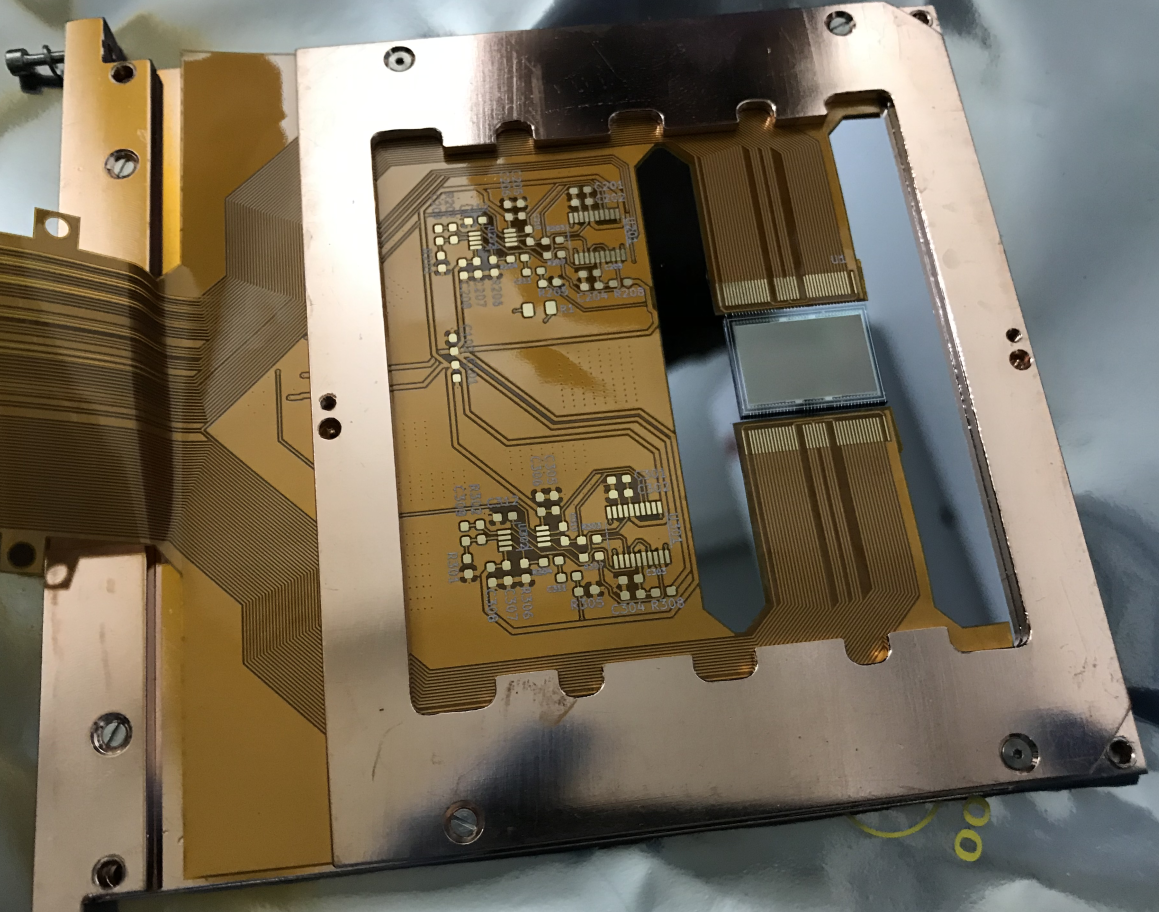
Skipper-CCD de 0,9 Mpix que coletou dados em 2021-2023.

O experimento CONNIE começou a implementar um detector baseado em CCD no reator Angra-2 em 2013, utilizando o laboratório do projeto Neutrinos-Angra. A fase inicial (2014-2016) utilizou CCDs de nível de engenharia, que serviram como prova de conceito medindo os níveis de fundo no local do reator e demonstrando a operação remota do conjunto de CCDs e a viabilidade da tecnologia CCD para detecção de neutrinos provenientes de um reator nuclear.
Em 2016, o detector foi atualizado com 12 CCDs científicos, cada um com 4120 × 4120 pixels de 15 × 15 µm² e espessura de 675 µm, dando uma massa total de 6,0 g por CCD. A configuração aprimorada incluiu CCDs espessos totalmente depletados, o que melhorou significativamente a sensibilidade de baixa energia em comparação com as versões anteriores. Isso permitiu que CONNIE completasse sua primeira busca por espalhamento elástico coerente de neutrinos em núcleos (CEνNS) usando antineutrinos de reator, alcançando um limiar de detecção de 75 eV equivalente de elétrons. Nesta fase da experiência CONNIE, foram analisados dados a partir de 2016 utilizando o detector com CCDs científicos, alcançando uma excelente sensibilidade até às energias de recuo de 1 keV. Esta nova capacidade de detecção permitiu ao CONNIE alcançar um limite superior com nível de confiança de 95% na taxa de eventos CEνNS, colocando restrições aproximadamente 40 vezes acima da taxa esperada pelo Modelo Padrão.
Durante 2017 e 2018 foi alcançada uma eficiência operacional superior a 95%, graças a um sistema de monitoramento, alarmes e intertravamento desenvolvido para registrar e reportar o status de todos os valores críticos do experimento. Os dados de baixa energia desta execução também foram usados para obter os primeiros limites na física BSM para modelos simplificados com novos mediadores leves. Os dados forneceram os melhores limites da época para um mediador leve vetorial com massa abaixo de 10 MeV e um mediador escalar abaixo de 30 MeV. Esses resultados constituíram o primeiro uso dos dados do CONNIE para sondar para a física BSM.

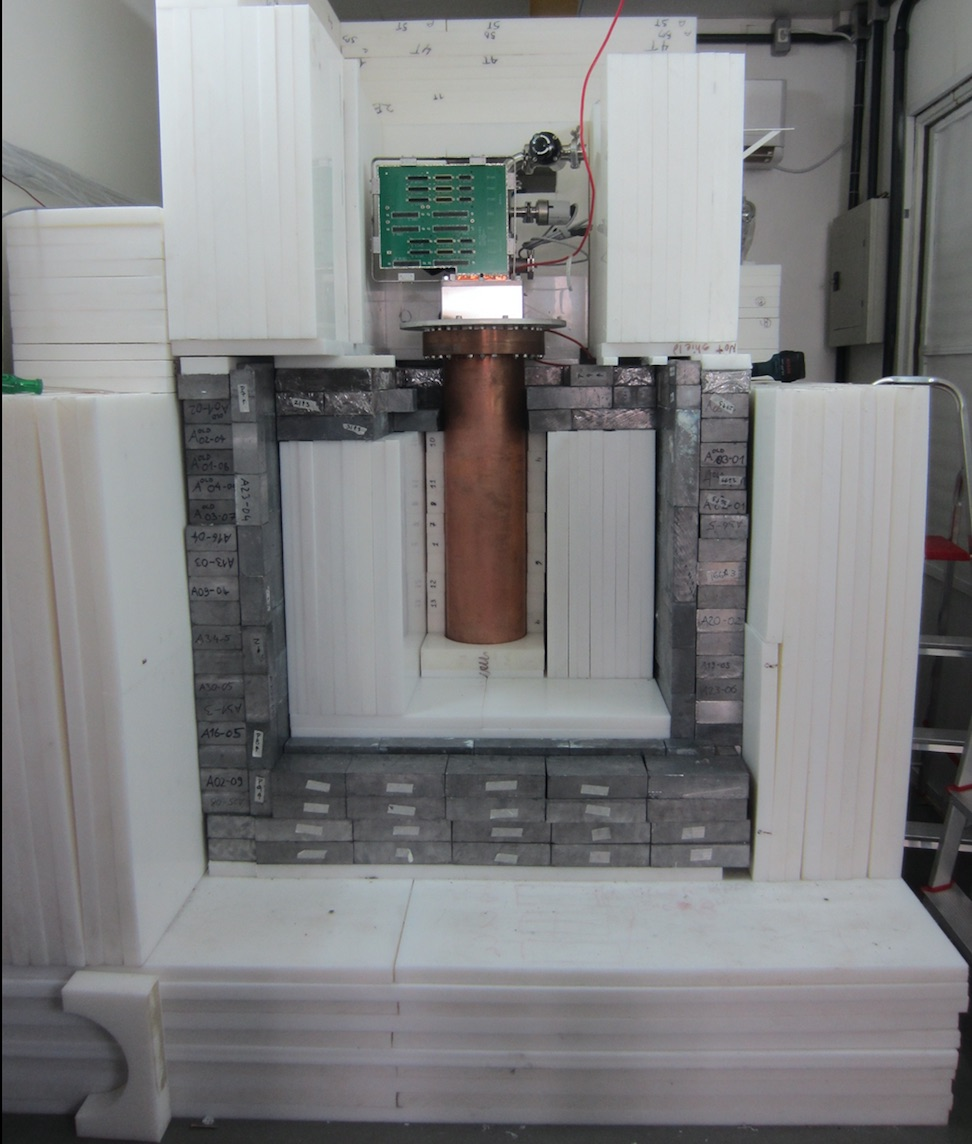
Uma visão do detector CONNIE e sua blindagem.

Em 2019-2020, o experimento CONNIE implementou um modo de leitura de binning de hardware que melhorou a relação sinal-ruído somando as cargas dos pixels antes da leitura. Este aprimoramento permitiu que o detector atingisse um limiar de energia de 50 eV. Com uma exposição de 2,2 kg-dia e uma massa fiducial de 36,2 g em oito CCDs estáveis, nenhum excesso de CEνNS foi observado, levando a limites com nível de confiança de 95% nas taxas de interação de neutrinos. O limite mais baixo observado na faixa de energia de ionização de 50 a 180 eV foi aproximadamente 70 vezes a previsão do Modelo Padrão.
Em julho de 2021, o experimento foi atualizado com dois Skipper-CCDs, cada um contendo 682 × 1022 pixels e espessura de 675 µm, com massa de 0,247 g por sensor. Os Skipper-CCDs permitem medições repetidas não destrutivas das cargas de cada pixel, reduzindo o ruído eletrônico e permitindo sensibilidade de elétron único. Esta melhoria tecnológica reduziu o limiar de detecção para 15 eV, proporcionando maior sensibilidade a eventos de baixa energia e tornando o CONNIE o primeiro experimento a empregar Skipper-CCDs para detecção de neutrinos de reatores.
Os dados 2021-2022 recolhidos pelos Skipper-CCDs no experimento CONNIE permitiram uma análise refinada em múltiplas áreas. Apesar de não detectar um sinal CEνNS, o experimento alcançou um limite superior com nível de confiança de 95% na taxa de interação de neutrinos, comparável ao dos CCDs padrão anteriores, mesmo com uma massa de sensor reduzida (exposição mil vezes menor). O novo limiar baixo de energia permitiu ao CONNIE melhorar suas restrições na física BSM para modelos mediadores leves vetoriais. Além disso, a colaboração CONNIE conduziu a sua primeira busca por matéria escura através de modulação diurna, estabelecendo os limites de nível de superfície mais rigorosos nas secções de choque do espalhamento de elétron-DM, até 2024, provando assim as excelentes capacidades dos Skipper-CCDs na busca por interações raras de neutrinos e assinaturas de matéria escura.
Além disso, análises recentes concentraram-se na procura de partículas de carga fracionária, que podem ser candidatas à matéria escura, combinando dados de Skipper-CCD dos experimentos CONNIE e Atucha-II. Essas análises produziram os melhores limites mundiais no acoplamento de partículas de carga fracionária, restringindo seu espaço de parâmetros em frações de carga próximas de 1x10-6 para várias ordens de grandeza de massas baixas, estreitando assim a faixa viável para partículas de carga fracionária como candidatas à matéria escura.
Em 2024, os dois Skipper-CCDs foram substituídos por um Módulo Multi-Chip (MCM), composto por 16 Skipper-CCDs montados em uma única placa, e projetado pela colaboração Oscura. Esta atualização tem como objetivo aumentar a massa do detector e melhorar a sensibilidade na busca por interações de partículas raras.

## Instituições colaboradoras

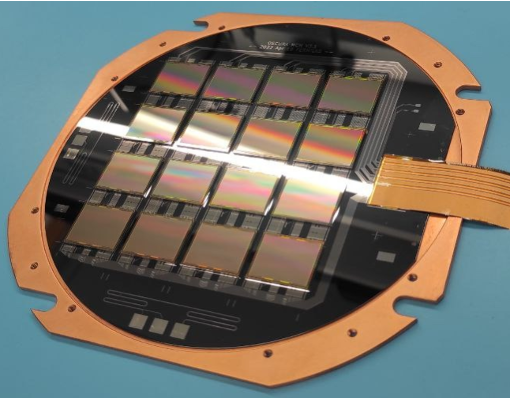
Módulo Multi-Chip instalado em 2024

A colaboração CONNIE inclui investigadores e estudantes de entidades institucionalizadas como universidades e laboratórios nacionais:
- Universidade Federal do Rio de Janeiro (UFRJ);
- Centro Brasileiro de Pesquisas Físicas (CBPF);
- CEFET Angra dos Reis;
- Universidade Federal do ABC;
- Instituto Tecnológico de Aeronáutica;
- Centro Atômico de Bariloche;
- Universidade de Buenos Aires;
- Universidade do Sul/CONICET;
- Universidade Nacional Autônoma do México;
- Universidade Nacional de Assunção;
- Laboratório Nacional do Acelerador Fermi (Fermilab);
- Universidade de Zurique.